# Jougne
Jougne ist eine französische Gemeinde mit 1915 Einwohnern (Stand 1. Januar 2022) im Département Doubs in der Region Bourgogne-Franche-Comté unweit der Schweizer Grenze.

## Geografie
Der Ort liegt an der Straßenverbindung von Lausanne bzw. Vallorbe nach Besançon (Route nationale 57). Oberhalb des Orts über den Pass Col de Jougne verläuft die Wasserscheide zwischen den Einzugsgebieten von Rhein und Rhone. Das Gemeindegebiet ist Teil des Regionalen Naturparks Haut-Jura (frz.: Parc naturel régional du Haut-Jura).

## Geschichte
Zwischen den Jahren 1875 und 1939 lag das Dorf an der von der Chemin de fer de Jougne à Eclépens (JE) gebauten Eisenbahnstrecke von Vallorbe nach Pontarlier. Im Jahr 1942 wurde die Strecke dann abgebrochen.

## Bevölkerung
| Jahr                       | 1962 | 1968 | 1975 | 1982 | 1990 | 1999 | 2005 | 2016 |
| -------------------------- | ---- | ---- | ---- | ---- | ---- | ---- | ---- | ---- |
| Einwohner                  | 744  | 815  | 858  | 866  | 1162 | 1298 | 1328 | 1839 |
| Quellen: Cassini und INSEE |      |      |      |      |      |      |      |      |

## Gemeindepartnerschaften
Jougne ist mit der italienischen Gemeinde Buttigliera Alta im Piemont partnerschaftlich verbunden.